# Puchar Azji w Piłce Siatkowej Kobiet 2010
Puchar Azji w piłce siatkowej kobiet 2010 – rozgrywany był w Chinach w dniach 19–25 września 2010 roku. Osiem czołowych krajowych reprezentacji rywalizowało w Taicang. Zwycięzcą trzeciej edycji Pucharu Azji została reprezentacja Chin.

## Rozgrywki grupowe
| Grupa A                                        | Grupa B                                           |
| ---------------------------------------------- | ------------------------------------------------- |
| Chiny · Korea Południowa · Kazachstan · Iran · | Tajlandia · Japonia · Chińskie Tajpej · Wietnam · |

### Grupa A
Tabela
Tabela
| Poz. | Reprezentacja    | Pkt | Mecze | Mecze | Mecze | Małe punkty | Małe punkty | Małe punkty | Sety | Sety | Sety  |
| Poz. | Reprezentacja    | Pkt | M     | Z     | P     | zdob.       | str.        | ratio       | wyg. | prz. | ratio |
| ---- | ---------------- | --- | ----- | ----- | ----- | ----------- | ----------- | ----------- | ---- | ---- | ----- |
| 1    | Chiny            | 6   | 3     | 3     | 0     | 225         | 160         | 1.406       | 9    | 0    | MAX   |
| 2    | Korea Południowa | 5   | 3     | 2     | 1     | 209         | 186         | 1.124       | 6    | 3    | 2,000 |
| 3    | Kazachstan       | 4   | 3     | 1     | 2     | 190         | 194         | 0.979       | 3    | 6    | 0.500 |
| 4    | Iran             | 3   | 3     | 0     | 3     | 141         | 225         | 0.627       | 0    | 9    | 0.000 |

     walka o miejsca 1-8
Wyniki
| Data  | Godz. | Drużyna 1        | Wynik | Drużyna 2        | 1     | 2     | 3     | 4 | 5 | Widzów | * |
| ----- | ----- | ---------------- | ----- | ---------------- | ----- | ----- | ----- | - | - | ------ | - |
| 19.09 | 15:00 | Kazachstan       | 0:3   | Korea Południowa | 19:25 | 19:25 | 18:25 |   |   | 500    | 1 |
| 19.09 | 19:30 | Chiny            | 3:0   | Iran             | 25:16 | 25:13 | 25:13 |   |   | 3000   | 2 |
| 20.09 | 15:00 | Iran             | 0:3   | Korea Południowa | 18:25 | 14:25 | 23:25 |   |   | 200    | 3 |
| 20.09 | 19:30 | Chiny            | 3:0   | Kazachstan       | 25:16 | 25:21 | 25:22 |   |   | 2000   | 4 |
| 21.09 | 12:00 | Kazachstan       | 3:0   | Iran             | 25:22 | 25:18 | 25:4  |   |   | 200    | 5 |
| 21.09 | 19:30 | Korea Południowa | 0:3   | Chiny            | 23:25 | 14:25 | 22:25 |   |   | 3000   | 6 |

### Grupa B
Tabela
Tabela
| Poz. | Reprezentacja   | Pkt | Mecze | Mecze | Mecze | Małe punkty | Małe punkty | Małe punkty | Sety | Sety | Sety  |
| Poz. | Reprezentacja   | Pkt | M     | Z     | P     | zdob.       | str.        | ratio       | wyg. | prz. | ratio |
| ---- | --------------- | --- | ----- | ----- | ----- | ----------- | ----------- | ----------- | ---- | ---- | ----- |
| 1    | Tajlandia       | 6   | 3     | 3     | 0     | 267         | 224         | 1.192       | 9    | 2    | 4.500 |
| 2    | Japonia         | 5   | 3     | 2     | 1     | 237         | 213         | 1.113       | 6    | 4    | 1.500 |
| 3    | Chińskie Tajpej | 4   | 3     | 1     | 2     | 296         | 298         | 0.993       | 6    | 7    | 0.857 |
| 4    | Wietnam         | 3   | 3     | 0     | 3     | 187         | 252         | 0.742       | 1    | 9    | 0.111 |

     walka o miejsca 1-8
Wyniki
| Data  | Godz. | Drużyna 1       | Wynik | Drużyna 2       | 1     | 2     | 3     | 4     | 5     | Widzów | * |
| ----- | ----- | --------------- | ----- | --------------- | ----- | ----- | ----- | ----- | ----- | ------ | - |
| 19.09 | 12:00 | Tajlandia       | 3:0   | Japonia         | 25:22 | 25:20 | 25:20 |       |       | 200    | 1 |
| 19.09 | 17:00 | Wietnam         | 1:3   | Chińskie Tajpej | 29:27 | 20:25 | 12:25 | 20:25 |       | 1500   | 2 |
| 20.09 | 12:00 | Japonia         | 3:1   | Chińskie Tajpej | 25:18 | 25:27 | 25:23 | 25:23 |       | 400    | 3 |
| 20.09 | 17:00 | Tajlandia       | 3:0   | Wietnam         | 25:22 | 25:20 | 25:17 |       |       | 500    | 4 |
| 21.09 | 15:00 | Chińskie Tajpej | 2:3   | Tajlandia       | 25:23 | 17:25 | 26:24 | 17:25 | 18:20 | 500    | 5 |
| 21.09 | 17:00 | Wietnam         | 0:3   | Japonia         | 13:25 | 17:25 | 17:25 |       |       | 800    | 6 |

## Runda pucharowa

### Ćwierćfinały
| Data  | Godz. | Drużyna 1        | Wynik | Drużyna 2       | 1     | 2     | 3     | 4 | 5 | Widzów | * |
| ----- | ----- | ---------------- | ----- | --------------- | ----- | ----- | ----- | - | - | ------ | - |
| 23.09 | 12:00 | Japonia          | 3:0   | Kazachstan      | 25:22 | 25:19 | 25:19 |   |   | 300    | 1 |
| 23.09 | 15:00 | Korea Południowa | 3:0   | Chińskie Tajpej | 25:15 | 25:14 | 25:11 |   |   | 200    | 2 |
| 23.09 | 17:00 | Tajlandia        | 3:0   | Iran            | 25:15 | 25:11 | 25:15 |   |   | 500    | 3 |
| 23.09 | 19:30 | Chiny            | 3:0   | Wietnam         | 25:12 | 25:14 | 25:19 |   |   | 2000   | 4 |

### Mecze o miejsca 5-8
| Data  | Godz. | Drużyna 1 | Wynik | Drużyna 2       | 1     | 2     | 3     | 4 | 5 | Widzów | * |
| ----- | ----- | --------- | ----- | --------------- | ----- | ----- | ----- | - | - | ------ | - |
| 24.09 | 12:00 | Iran      | 0:3   | Chińskie Tajpej | 14:25 | 25:27 | 15:25 |   |   | 200    | 1 |
| 24.09 | 15:00 | Wietnam   | 0:3   | Kazachstan      | 21:25 | 14:25 | 14:25 |   |   | 300    | 2 |

### Półfinały
| Data  | Godz. | Drużyna 1 | Wynik | Drużyna 2        | 1     | 2     | 3     | 4     | 5     | Widzów | * |
| ----- | ----- | --------- | ----- | ---------------- | ----- | ----- | ----- | ----- | ----- | ------ | - |
| 24.09 | 17:00 | Tajlandia | 3:2   | Korea Południowa | 27:25 | 22:25 | 25:18 | 20:25 | 15:11 | 800    | 1 |
| 24.09 | 19:30 | Chiny     | 3:0   | Japonia          | 25:22 | 25:21 | 25:20 |       |       | 3000   | 2 |

### Mecz o 7. miejsce
| Data  | Godz. | Drużyna 1 | Wynik | Drużyna 2 | 1    | 2     | 3     | 4 | 5 | Widzów | * |
| ----- | ----- | --------- | ----- | --------- | ---- | ----- | ----- | - | - | ------ | - |
| 25.09 | 12:00 | Iran      | 0:3   | Wietnam   | 9:25 | 18:25 | 18:25 |   |   | 300    | 1 |

### Mecz o 5. miejsce
| Data  | Godz. | Drużyna 1       | Wynik | Drużyna 2  | 1     | 2     | 3     | 4     | 5     | Widzów | * |
| ----- | ----- | --------------- | ----- | ---------- | ----- | ----- | ----- | ----- | ----- | ------ | - |
| 25.09 | 15:00 | Chińskie Tajpej | 2:3   | Kazachstan | 25:22 | 23:25 | 25:16 | 22:25 | 15:17 | 500    | 1 |

### Mecz o 3. miejsce
| Data  | Godz. | Drużyna 1 | Wynik | Drużyna 2        | 1     | 2     | 3    | 4 | 5 | Widzów | * |
| ----- | ----- | --------- | ----- | ---------------- | ----- | ----- | ---- | - | - | ------ | - |
| 25.09 | 17:00 | Japonia   | 0:3   | Korea Południowa | 22:25 | 23:25 | 7:25 |   |   | 1800   | 1 |

### Finał
| Data  | Godz. | Drużyna 1 | Wynik | Drużyna 2 | 1     | 2     | 3     | 4 | 5 | Widzów | * |
| ----- | ----- | --------- | ----- | --------- | ----- | ----- | ----- | - | - | ------ | - |
| 25.09 | 19:30 | Chiny     | 3:0   | Tajlandia | 25:23 | 25:21 | 25:19 |   |   | 4500   | 1 |

## Klasyfikacja końcowa
| Miejsce | Reprezentacja    |
| ------- | ---------------- |
| złoto   | Chiny            |
| srebro  | Tajlandia        |
| brąz    | Korea Południowa |
| 4.      | Japonia          |
| 5.      | Kazachstan       |
| 6.      | Chińskie Tajpej  |
| 7.      | Wietnam          |
| 8.      | Iran             |